# Leptura naxi
Leptura naxi är en skalbaggsart som beskrevs av Holzschuh 1998. Leptura naxi ingår i släktet Leptura och familjen långhorningar. Inga underarter finns listade i Catalogue of Life.